# Live! (musikalbum av Bob Marley and the Wailers)
Live! är ett livealbum av Bob Marley & The Wailers, utgivet 1975. Detta var gruppens första officiella livealbum. Det spelades in 18 juli 1975 på Lyceum Theatre i London, under Natty Dread-turnén. På albumet finns bland annat en klassisk live-version av "No Woman, No Cry" som med tiden blivit mer känd än studioversionen. Denna utgavs också som singel med en liveversion av "Kinky Reggae" på b-sidan, som inte fanns med på konsertalbumet.

## Låtlista
Samtliga låtar skrivna av Bob Marley, om inte annat anges.
1. "Trench Town Rock" - 4:00
2. "Burnin' and Lootin'" - 4:55
3. "Them Belly Full (But We Hungry)" (Carlton Barrett, Lecon Cogill) - 4:24
4. "Lively Up Yourself" - 4:24
5. "No Woman, No Cry" (Vincent Ford, Bob Marley) - 6:55
6. "I Shot the Sheriff" - 5:07
7. "Get Up, Stand Up" (Bob Marley, Peter Tosh) - 6:19

## Listplaceringar
| Lista (1975-1976) | Position             |
| ----------------- | -------------------- |
| Nederländerna     | 14                   |
| Storbritannien    | 38 (UK Albums Chart) |
| Sverige           | 29 (Topplistan)      |
| USA               | 90 (Billboard 200)   |